# Maria Frederic d'Aragó
Maria Frederic d'Aragó era filla de Lluís Frederic d'Aragó i Helena Cantacuzena i a la mort del pare el 1382 fou comtessa de Salona, senyora de Citó (Zituni) i de Siderocàstron, encara que inicialment va governar la mare mentre era menor d'edat.
El 1394 Salona fou ocupada pels otomans i mare i filla foren incorporades a l'harem del soldà dels otomans Baiazet I i van morir poc temps després.